# Oscar Stribolt som Jæger
Oscar Stribolt som Jæger er en dansk stum komediefilm fra 1910 produceret af Nordisk Films Kompagni. Filmens instruktør er ukendt. Filmen er også kendt som under titlerne En uheldig Jæger, Søndagsjægeren, Stribolt som Søndagsjæger og Den uheldige Jæger.
Filmen havde dansk biografpremiere den 15. november 1910 i Royal-Biografen og blev i engelsktalende lande distribueret som The Expert Hunter.

## Handling
Klædt i sit stiveste jagtpuds og med riflen over skulderen forlader Oscar Stribolt sit hjem for at tage på jagt. På sin vej møder han en gammel kvinde, hvis kontaktforsøg han bryskt afviser. Hun hævner sig ved at kaste en forbandelse over ham.

## Medvirkende
- Oscar Stribolt
- Kai Voigt